# Phare de Skarð
Le phare de Skarð (en islandais : Skarðsviti) est un phare situé dans la région de Norðurland vestra, à 7 km au nord de Hvammstangi. Il marque l'entrée orientale du Miðfjörður.

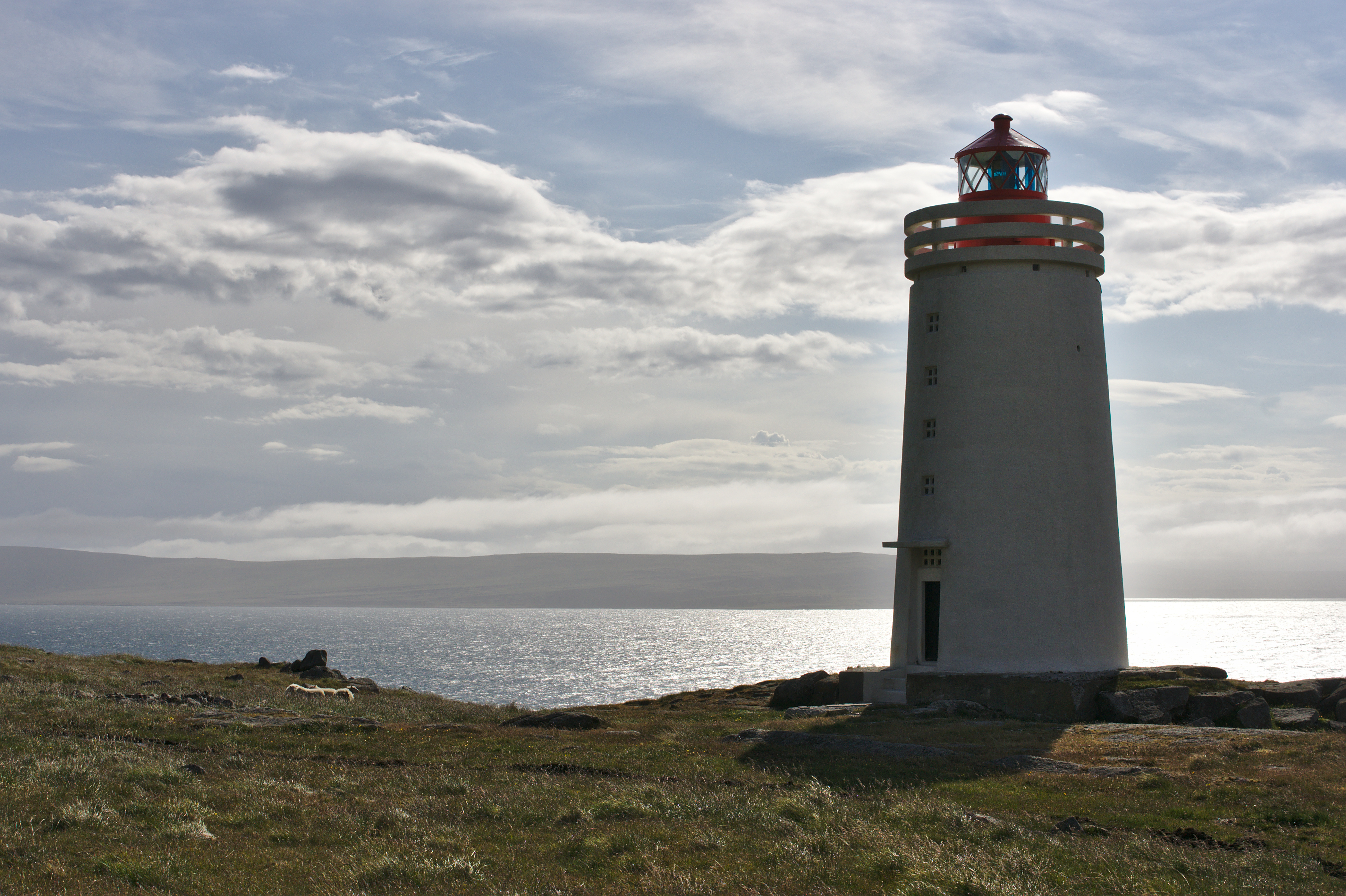
Vue du phare de Skarð avec les Vestfirðir en arrière-plan.